# Theta Island
Theta Island är en ö i Bermuda (Storbritannien).   Den ligger i parishen Warwick, i den sydvästra delen av landet, 3 km väster om huvudstaden Hamilton.